# Jambudvipa

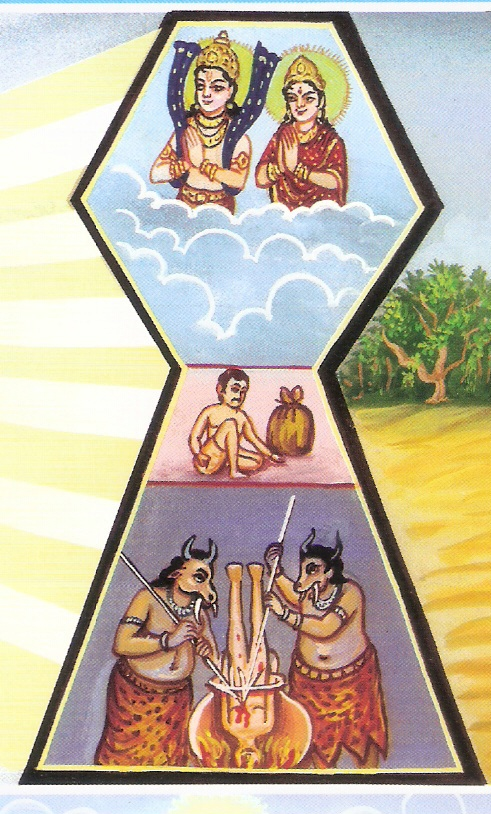
L'univers selon le hindouisme, le bouddhisme et le jaïnisme a cette forme de triangle surmonté d'un hexagone. Entre les deux existe le madhya-loka ou le continent Jambudvipa se situe.

Le Jambudvipa ou Jambu ou encore Djambudvipa (sanskrit : जम्बूद्वीप) est le continent où réside notre terre dans la cosmographie du hindouisme, du bouddhisme et du jaïnisme. Il existe de nombreux continents qui abritent des formes de vie dans le monde du milieu (madhya-loka) de la cosmographie jaïne. Pour rappel le monde bas abrite entre autres des démons, le monde du dessus des Êtres éveillés qui ont atteint l'illumination: le moksha. Notre terre est donc « entre deux eaux », et, a d'après les textes deux soleils et deux lunes. Ces continents qui abritent des mondes sont plus ou moins paisibles; certains demandent à leurs populations des efforts continuels pour survivre, d'autres permettent une vie de repos où l'être est satisfait à satiété.